# Ombra digitale
Con i termini ombra digitale o traccia digitale (dall’inglese: digital footprint o digital shadow) ci si riferisce all’insieme unico e irripetibile di attività, azioni, contribuzioni e comunicazioni tracciabili, manifestate da un utente in rete attraverso l’uso di dispositivi digitali. Tale insieme tracciabile può essere suddiviso in ombre digitali passive o attive, comprendendo rispettivamente: le attività di navigazione registrate come cookie; e le informazioni rilasciate dall’utente, spesso deliberatamente, nel condividere contenuti su siti associativi e commerciali, o sulle piattaforme sociali. Il concetto viene comunemente associato alle attività virtuali di una persona fisica, ma anche organizzazioni, aziende e corporazioni lasciano tracce digitali attraverso il proprio operato in rete.